# Ceny české filmové kritiky 2010
Ceny české filmové kritiky 2010 jsou prvním ročníkem Cen české filmové kritiky. Nominace byly vyhlášeny 21. prosince 2010, slavnostní vyhlášení cen proběhlo 13. ledna 2011, ceremoniál se odehrál v divadle Archa. Z 54 hlasujících se hlasování zúčastnilo 46 filmových kritiků (3 publicisté se hlasování vzdali z důvodu možného konfliktu zájmů, dalších 5 se omluvilo s tím, že neviděli všechny české filmy). Do hodnocení bylo zahrnuto 22 hraných filmů a 13 dokumentárních filmů.
Zvítězil film Pouta, který také získal nejvíce nominací (7). Ve dvou kategoriích (nejlepší scénář a nejlepší režie) byly vyhlášeny čtyři nominace z důvodu rovnosti bodů.
Ceny české filmové kritiky působí za podpory Ministerstva kultury, společnosti RWE a České filmové komory. Ustavující schůze Cen se konala 29. listopadu 2010.

## Ceny a nominace

### Nejlepší film
- Pouta – producent Bionaut Films, režie Radim Špaček
- Kuky se vrací – producent Biograf Jan Svěrák, režie Jan Svěrák
- Největší z Čechů – producent Produkce Radim Procházka, režie Robert Sedláček

### Nejlepší dokumentární film
- Katka – producent Negativ, režie Helena Třeštíková
- Český mír – producent Hypermarket film, režie Vít Klusák, Filip Remunda
- Nesvatbov – producent Endorfilm, režie Erika Hníková

### Nejlepší režie
- Pouta – Radim Špaček
- Kuky se vrací – Jan Svěrák
- Největší z Čechů – Robert Sedláček
- Přežít svůj život – Jan Švankmajer

### Nejlepší kamera
- Kuky se vrací – Vladimír Smutný, Marek Bliss
- Pouta – Jaromír Kačer
- Hlava - ruce - srdce – Marek Jícha

### Nejlepší scénář
- Pouta – Ondřej Štindl
- Kuky se vrací – Jan Svěrák
- Největší z Čechů – Robert Sedláček
- Přežít svůj život – Jan Švankmajer

### Nejlepší původní hudba
- Český mír – Midi lidi
- Občanský průkaz – Petr Ostrouchov, Ľuboš Beňa a Matěj Ptaszek
- Pouta – Tomáš Vtípil

### Nejlepší mužský herecký výkon v hlavní roli
- Pouta – Ondřej Malý
- Největší z Čechů – Jaroslav Plesl
- Piko – Rostislav Novák

### Nejlepší mužský herecký výkon ve vedlejší roli
- Habermannův mlýn – Karel Roden
- Kajínek – Vladimír Dlouhý
- Největší z Čechů – Jiří Vyorálek

### Nejlepší ženský herecký výkon v hlavní roli
- Největší z Čechů – Simona Babčáková
- Mamas & Papas – Zuzana Bydžovská
- Občanský průkaz – Aňa Geislerová

### Nejlepší ženský herecký výkon ve vedlejší roli
- Občanský průkaz – Kristýna Liška Boková
- Mamas & Papas – Zuzana Čapková
- Ženy v pokušení – Eliška Balzerová

### Cena RWE pro objev roku
- Ondřej Malý – Pouta
- Rostislav Novák – Piko
- Tomáš Řehořek – Piko